# Profesor Challenger

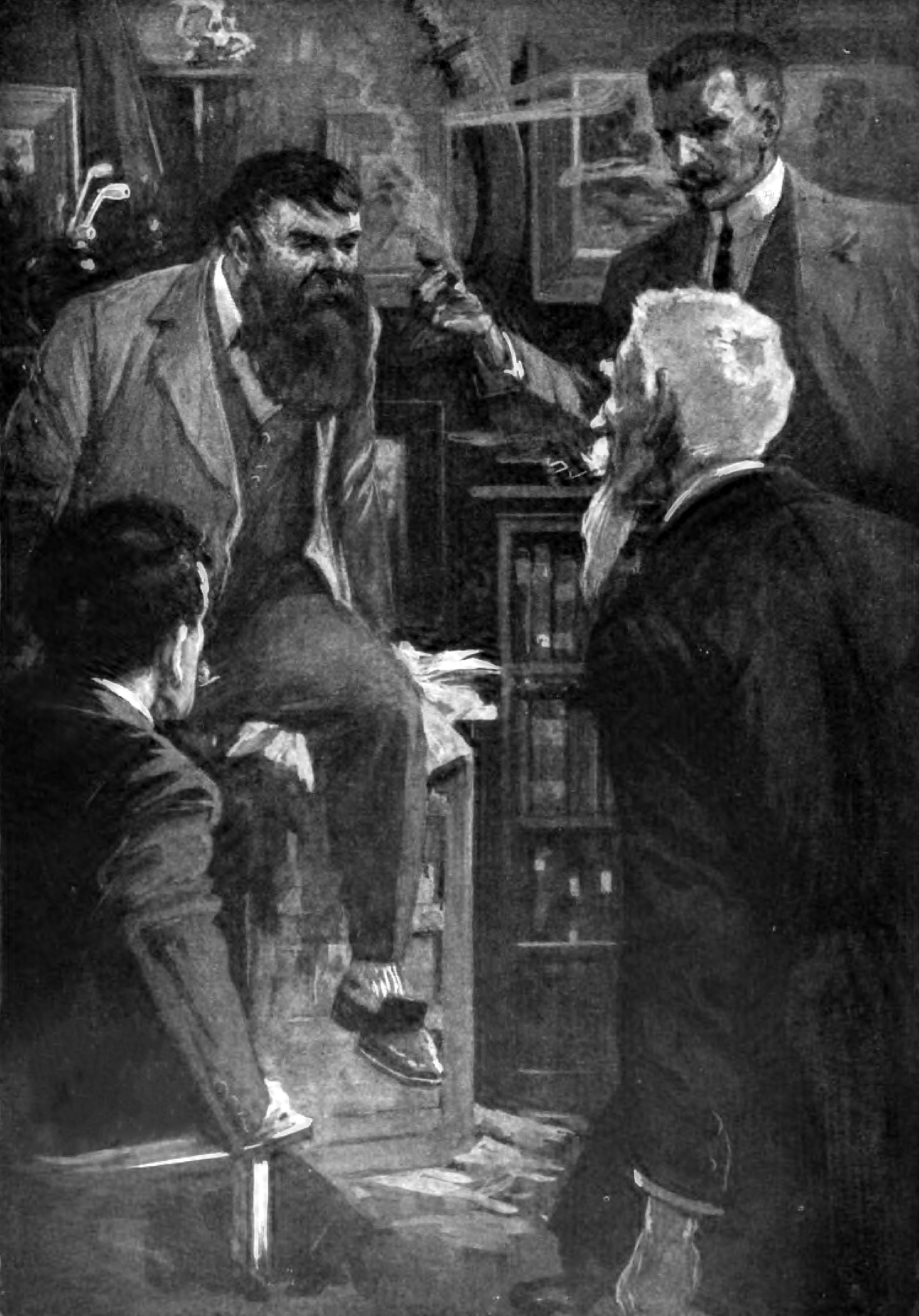
Profesor Challenger (sedící) na ilustraci Harryho Rountree v časopisu Strand Magazine (1913)

George Edward Challenger, více známý jako profesor Challenger, je fiktivní postava v sérii tří science fiction románů a dvou povídek, jejichž autorem je sir Arthur Conan Doyle:
- Ztracený svět (The Lost World, 1912)
- Jedovatý pás (The Poison Belt, 1913), česky též jako Příliv smrti
- Země mlhy (The Land of Mist, 1926)
- Muž, který chtěl rozložit svět (The Disintegration Machine, 1927) – povídka, česky též jako Desintegrační stroj
- Když země vykřikla (When The World Screamed, 1928) – povídka, česky též jako Když Země vykřikla

Postavu profesora Challengera pak použili i další literární autoři a filmoví tvůrci.
Challenger (nar. 1863 ve Skotsku) je vykreslen jako velmi namyšlený a sebestředný vědec, který neuznává cizí názory a považuje se za nejinteligentnějšího člověka na světě. Své oponenty pokládá za hlupáky a nedovzdělance a chová se velmi hrubě a urážlivě. Nejvíce ze všeho nenávidí novináře. Při sporech neváhá používat ani fyzického násilí. Využívá přitom své výrazné převahy, neboť je velmi silně stavěný, přestože není příliš vysoký.